# Mitrophrys
Mitrophrys is een geslacht van vlinders van de familie Uilen (Noctuidae), uit de onderfamilie Agaristinae.

## Soorten
- M. ansorgei (Rothschild, 1897)
- M. barnsi Joicey & Talbot, 1921
- M. gynandra Jordan, 1913
- M. kenyamagaribae Stoneham, 1963
- M. latreillei Herrich-Schäffer, 1853
- M. latreillii (Herrich-Schäffer, 1853)
- M. magna (Walker, 1854)
- M. menete (Cramer, 1775)
- M. mesia Jordan, 1913
- M. obliquisigna Hampson, 1901